# Robbie Williams
Pour les articles homonymes, voir Robert Williams, Robbie Williams (snooker) et Williams.
Ne pas confondre avec l'acteur Robin Williams
Robert Peter Williams, dit Robbie Williams, né le 13 février 1974 à Stoke-on-Trent, est un auteur-compositeur-interprète britannique, principalement de pop rock.
Il commence sa carrière en 1991 en tant que membre du groupe Take That, qu'il quitte en 1995, alors que le groupe est à son apogée, pour entamer une carrière solo. Il est l'une des figures majeures de la musique britannique, avec des titres tels que Angels (son plus gros succès), Feel, Rock DJ et Candy ainsi que ses reprises de She's the One ou Somethin' Stupid. Dans son pays, il cumule en 2025 7 singles no 1 en solo et 15 albums no 1 en solo, égalant les Beatles pour les albums.

## Biographie

### Enfance
Les parents de Robert Peter Williams divorcent alors qu'il a quatre ans. Son père, Peter, est comédien et exerce sous le pseudonyme de Peter Conway. Il l'abandonne alors qu'il est bébé et revient le voir 4 ans plus tard. Sa mère, Jan, est fleuriste. Elle interrompra son activité plusieurs années afin de s'occuper de la carrière naissante de son fils.
C'est grâce à sa mère que sa carrière d'artiste démarre : c'est en découpant une annonce dans la presse et en contactant un producteur de chanson cherchant une dernière recrue pour finaliser la formation de son groupe que le jeune Robbie est alors sollicité pour tenter sa chance. Son aspect enjoué et sa prestation captent l'intérêt des quatre membres et du producteur. C'est ainsi que Robbie Williams fait son entrée dans le boys band Take That.

### Carrière

#### Take That
La carrière de Robbie Williams débute en 1991 avec le boys band Take That.
Malgré le succès (sept titres classés numéro un au Royaume-Uni avant son départ), Robbie Williams ne s'adapte plus au reste du groupe et il lui est demandé de le quitter le 16 février 1995. Il décide alors de rejoindre les frères Gallagher sur la scène du festival rock de Glastonbury. Cette rencontre fait la une des journaux[Lesquels ?].
S'ensuit une longue bataille avec la drogue et l'alcool durant laquelle il prend jusqu'à seize kilogrammes[réf. nécessaire].

#### Débuts en solo et premier album
Le 26 juin 1996, il entame sa carrière solo avec la reprise de Freedom! de George Michael. Après une cure de désintoxication, il sort un deuxième single en 1997, Old Before I Die. Ces deux titres se classent numéro deux au Royaume-Uni et préparent le terrain à son premier album solo Life thru a Lens, qui reçoit malgré tout un accueil mitigé[réf. nécessaire]. Suivirent des singles Lazy Days et South Of The Border.
De l'album Life Thru a Lens, la dernière chanson prévue dans la campagne promotionnelle est la ballade Angels. Sortie à la période de Noël 1997, elle propulse Life Thru a Lens à la première place des classements[réf. nécessaire]. En 1998, à Glastonbury, environ 80 000 personnes reprennent en chœur le titre.
À l'occasion de la 25e édition des Brit Awards, un Brit spécial a été décerné pour cette chanson : meilleur single des vingt-cinq dernières années.
Parallèlement à cela, ses liens avec les membres d'Oasis se détériorent. Lui et les frères Gallagher s'affrontent par voie de presse. Ces derniers trouvent que l'album de Robbie sonne trop comme du Oasis et le qualifient de « gros chanteur de karaoké »[réf. nécessaire]. Robbie Williams envoie une carte au Daily Mirror stipulant : « Pour Noel et Liam, j'ai écouté votre dernier album, sincères condoléances »[réf. nécessaire].
Et le dernier single de l'album sera Let Me Entertain You qui lui servira plus tard à ouvrir ses concerts.

#### I've Been Expecting You
Son second album, I've Been Expecting You, sort en octobre 1998. Le succès se confirme au Royaume-Uni et commence à gagner l'Europe mais les États-Unis demeurent insensibles[réf. nécessaire]. Le single Millennium en est le parfait exemple : conçu autour d'un sample de la chanson You Only Live Twice du James Bond On ne vit que deux fois, il se classe numéro un au Royaume-Uni fin 1998 mais atteint seulement la 72e place aux États-Unis[réf. nécessaire]. Les autres singles de l'album seront successivement : No Regrets, Strong et She's the One/It's Only Us (cette dernière qui sera un titre que l'on pourra entendre dans FIFA 2000).
Robbie Williams tente à nouveau  sa chance aux États-Unis la même année en sortant une compilation exclusive de ses deux albums solo intitulé The Ego Has Landed mais le public américain le boude toujours[réf. nécessaire].
En 1999, il apparaît sur l'album Reload de Tom Jones avec une reprise de Are You Gonna Go My Way de Lenny Kravitz.

#### Sing When You're Winning
Cet album Sing When You're Winning, sorti en 2000, contient le single Rock DJ dont le clip, conçu par Fred & Farid, a choqué[Qui ?] par son caractère jugé violent. Robbie Williams y incarne un danseur disco qui effectue un striptease extrême en enlevant d'abord tous ses vêtements puis sa peau et ses muscles (qui sont mangés par les danseuses autour de lui) pour finir en squelette dansant.
Les autres singles de cet album sont : Kids (en duo avec Kylie Minogue), Supreme (clin d'œil à Jackie Stewart), Eternity/The Road to Mandalay et Let Love Be Your Energy, dont le clip est un cartoon qui évoque notamment l'amour et le sexe. Ce dernier est classé 10e en Grande-Bretagne[réf. nécessaire].
L'album Sing When You're Winning est à nouveau un succès commercial avec près de quatre millions d'exemplaires vendus[réf. nécessaire].

#### Swing When You're Winning
En 2001, il sort un album de reprises de classiques jazz des années 1950 et des années 1960, Swing When You're Winning.
L'album contient notamment Somethin' Stupid un duo avec Nicole Kidman et l'autre single Mr. Bojangles/I Will Talk And Hollywood Will Listen. On y retrouve également une reprise de Beyond The Sea (La Mer de Charles Trenet) qui sera utilisée dans la bande originale du film d'animation Le Monde de Nemo en 2003.

#### Escapology et Live Summer 2003
Feel est le premier single de l'album Escapology sorti en 2002.
Le vidéo-clip du second single, Come Undone, déclenche à nouveau une vague de censure. Il dépeint le lendemain d'une nuit de débauche : Robbie Williams au lit avec deux femmes, des invités encore sous l'effet des drogues et de l'alcool et des images d'insectes, de rongeurs et de reptiles.
Le quatrième single, Sexed Up, connait un succès moindre[réf. nécessaire], tout comme le single Me And My Monkey, dont le clip est une réalisation des producteurs de Chicken Run.
La tournée qui suit cet album, le 2003 Tour, est marquée par les concerts de Knebworth qui réunissent plus de 375 000 personnes en trois jours. À l'occasion de l'un de ces concerts, Mark Owen (du groupe Take That) chante en duo avec Robbie Williams la chanson Back for Good. Le best-of des 3 concerts à Knebworth sortira en cd (Live Summer 2003) et en dvd (What We Did Last Summer : Live At Knebworth).

#### Greatest Hits
Ce Greatest Hits présente les meilleurs titres de Robbie Williams, dont Angels, Rock DJ ou encore Feel, plus deux nouveaux singles, Radio et Misunderstood, produits par Stephen Duffy, (Robbie Williams ayant renvoyé son producteur Guy Chambers) qui deviendra son nouveau partenaire le temps d'un album.

#### Intensive Care
Lancé fin 2005 avec le titre Tripping, mélange de pop et de reggae, l'album Intensive Care, dont Robbie Williams a écrit les chansons en collaboration avec Stephen Duffy, est un nouveau succès[réf. nécessaire]. Tripping est promu par un clip inspiré d'un des rêves de Robbie Williams qui, notamment, court sans avancer dans un corridor.

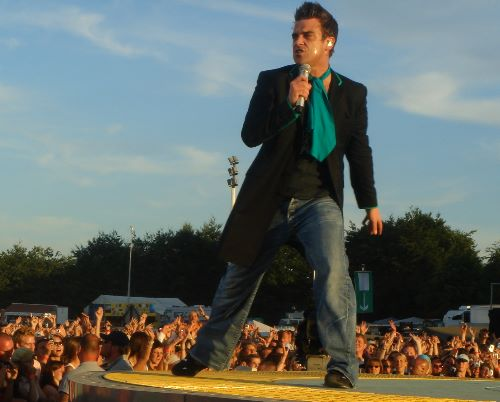
Robbie Williams en concert à Hambourg en 2006.

Le deuxième single sort en France le 6 février 2006. Il s'agit de la ballade Advertising Space, coécrite avec Stephen Duffy. Ce titre est un hommage à Elvis Presley, hommage que Robbie Williams présente pour plaisanter[réf. nécessaire] comme sa version de Candle in the Wind (en référence à la chanson d'Elton John dédiée à Marilyn Monroe puis à Lady Di). Dans le clip, il incarne un sosie d'Elvis Presley obnubilé par son idole.
Le clip de Sin Sin Sin, troisième extrait, met en scène Robbie Williams en gourou de secte entouré de nombreuses femmes dévouées et enceintes.
Il a aussi décidé de créer un clip pour sa chanson A Place To Crash, avec le réalisateur de Me And My Monkey. Autre point commun entre les deux chansons, toutes deux mettent en scène plusieurs singes. Dans ce clip, il s'agit de singes qui agissent sur la personnalité des êtres humains.
L'album reste à ce jour le plus grand succès de Robbie Williams en solo ; il le défendra dans la tournée monumentale Close Encounters

#### Rudebox
Lancé peu de temps après le précédent, l'album Rudebox ne rencontre pas le même succès critique que les précédents, mais reste une réussite commerciale. Rudebox présente des teintes électro ou rap, loin du style pop-rock habituel de Williams. L'album contient deux featurings avec les Pet Shop Boys (précédemment, Williams participa à leurs live Concrete).

#### Reality Killed the Video Star

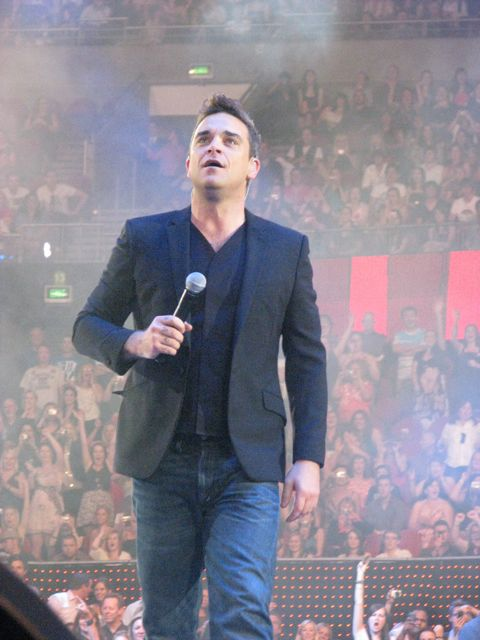
Robbie Williams sur scène en 2009.

Après trois ans d'absence et une longue préparation d'album à Los Angeles, Robbie Williams revient avec un album Reality Killed the Video Star réalisé avec Trevor Horn du groupe des Buggles (dont le tube est Video Killed the Radio Star), d'où le clin d'œil avec le titre de l'album. Premier single, Bodies, qui parle de la conversion de Robbie Williams au christianisme, sort no 2 aux ventes anglaises derrière un gagnant de X-factor.
Le 20 octobre 2009, la BBC organise un concert au Roundhouse à Londres pour un retour à la scène retransmis dans de nombreuses salles dans le monde, dont la Géode à Paris qui retransmet pour la première fois un concert en live. Ce onzième album sort en France le 9 novembre 2009. Le deuxième single You Know Me sort en décembre 2009. Puis, Morning Sun sortira plus tard.

#### In & Out Of Consciousness: Greatest Hits 1990-2010
Avant le retour de Robbie Williams chez Take That, l'heure était au bilan de sa carrière avec In and Out of Consciousness: Greatest Hits 1990–2010. Le Best-of comprendra deux titres inédits : Shame (avec Gary Barlow) et Heart And I (tous les deux écrit par Gary Barlow et Robbie Williams).

#### Progressou le retour avecTake That
Après le succès moindre de ses deux derniers albums, Robbie Williams réintègre le groupe Take That, les quatre autres membres ayant reformé le boys band avec beaucoup de succès depuis 2005 (leurs carrières solo sont passées inaperçues). Ainsi, les 5 membres travaillent et sortent fin 2010 l'album Progress, ainsi qu'une réédition mi-2011, Progressed. Cet album présente un style pop-rock avec électro. Le succès est total, les ventes sont très élevées au Royaume-Uni et la tournée Progress Live se joue à guichet fermé dans la plupart des stades d'Europe (1,8 million de billets vendus) et fin 2011, après leur tournée, ils décident de proposer le double CD et le DVD de Progress Live. Lors de la tournée, si Robbie Williams laisse ses 4 autres partenaires jouer les morceaux de Take That auquel il n'a pas collaboré (issus de Beautiful World (en) ou The Circus), il dispose d'une session pour jouer ses propres chansons. 
Après la tournée, Williams n'a pas confirmé s'il reviendra encore dans le groupe

#### Take the Crown
Le nouvel album de Robbie Williams sort le 5 novembre 2012. Le premier single, intitulé Candy (coécrit par Gary Barlow), sort le 29 octobre 2012. Losers, titre figurant sur cet album, est une reprise du groupe américain The Belle Brigade et est interprété en duo avec Lissie. Sur l'album Take the Crown, le deuxième single sera Different (lui aussi co-écrit par Gary Barlow) et Be A Boy servira de troisième single. En 2013, il collabore avec Dizzee Rascal sur le titre Goin' Crazy le single est sorti le 17 juin en Allemagne. Il entame le 15 juin 2013 son Take The Crown Stadium Tour, une série de 26 concerts pendant tout l'été à travers les plus grands stades d'Europe, accompagné d'Olly Murs en première partie de concert. Le concert du 20 août 2013 à Tallinn en Estonie est diffusé dans de nombreux cinémas en Europe. Le chanteur avouera plus tard qu'il voulait sortir Not Like The Others en tant que quatrième single mais cela ne s'est pas fait.

#### Swings Both Ways
En septembre 2013, quelques jours seulement après la fin de sa tournée d'été, il annonce la sortie d'un nouvel album de swing intitulé Swings Both Ways qui fait suite à son premier album de swing sorti en 2001 Swing When You're Winning. La sortie de l'album est annoncée pour le 18 novembre 2013 et contiendra des duos avec de nombreux artistes britanniques tels que Olly Murs, le Canadien Michael Bublé, Lily Allen, etc. Le premier extrait de l'album s'intitule Go Gentle. Il s'en suivra des singles Dream a Little Dream et Shine My Shoes.

#### Under The Radar Vol.1etLet Me Entertain You Tour
Fin 2014, il annonce une tournée best-of Let Me Entertain You Tour qui passera notamment à Paris les 30 et 31 mars et le 1er avril 2015.
Puis fin novembre 2014, Robbie publie sur YouTube une vidéo appelée I've Got An Announcement dans laquelle il dit qu'il aurait une annonce à faire la semaine d'après concernant le 1er décembre 2014. La semaine suivante, il annoncera l'album Under the Radar - Vol 1 qui compile des chansons non utilisés pour ses derniers albums.
Presque en même temps que la sortie de l'album, une publicité pour Café Royal apparaît sur nos écrans de télévision mettant en scène le chanteur en agent secret sur un extrait de la chanson Bully qui servit officieusement de premier single pour Under the Radar - Vol 1 (qui ne devait recevoir aucune promotion) car il était disponible à télécharger gratuitement sur le site du chanteur.

#### AlbumHeavy Entertainment Showet tournée
En mai 2016, Robbie quitte Universal Music pour Sony Music et une somme record de 120 millions d'euros. Le 25 septembre, à peine une heure et demie avant de monter sur scène dans le cadre de l'Apple Music Festival, il annonce un nouvel album nommé The Heavy Entertainment Show qui sort le 4 novembre 2016. Cet album contient 11 titres dans l'édition standard et 16 titres dans l'édition deluxe. Le premier single est Party Like A Russian qui sort le 30 septembre 2016 et le deuxième single est Love My Life qui sortira le 21 octobre de la même année.
Le 7 novembre 2016, le site officiel de Robbie Williams annonce la nouvelle tournée européenne de Robbie Williams, portant le même nom que l'album, The Heavy Entertainment Show. Concentrée sur l'été 2017, cette tournée démarre début juin 2017 et concerne les stades d'une trentaine de destinations européennes, dont l'AccorHotels Arena à Paris, le 1er juillet 2017. Le groupe britannique Erasure assure 45 minutes d'ouverture à tous les concerts de la tournée.

#### Divers
Le 14 juin 2018, il chante avec la soprano Aida Garifullina, lors de la cérémonie d'ouverture de la Coupe du monde de football de 2018.
En 2019, il apparait en tant qu'invité sur le titre 2 Become 1, extrait de l'opus My Happy Place de la chanteuse Emma Bunton.
En 2022, en France, il est le parrain des candidats de la dixième saison de Star Academy sur TF1,.
En 2023, il fait l'objet d'une mini-série documentaire diffusée sur Netflix. Cette production britannique revient sur sa carrière, depuis ses débuts au sein du groupe Take That jusqu'à sa carrière solo. La série se compose de plusieurs épisodes retraçant les différentes étapes de sa vie professionnelle et personnelle, à travers des images d’archives et des entretiens. Elle aborde notamment les thèmes de la célébrité, de la santé mentale et des relations avec les médias.
En 2024, un film intitulé Better Man est consacré à sa vie et sa carrière. Il évoque notamment son ascension, sa lutte contre la dépression et ses addictions. Robbie Williams apparaît à l'écran sous l'apparence d'un chimpanzé. La bande originale, qui comporte de nouvelles versions de chansons de Take That et et sa carrière en solo et un nouveau titre, lui permet d'avoir son 15e album no 1 au Royaume-Uni en janvier 2025, égalant les Beatles. À cette date, il a vendu en solo 20 millions d'albums dans son pays. Depuis le début du 21e siècle, il a vendu 17 millions d'albums (équivalents ventes), devant Coldplay (15,5 millions), Ed Sheeran (14 millions) et Adele (13,2 millions). Ses trois meilleures ventes sont la compilation Greatest Hits (2,683 millions), I’ve Been Expecting You (2,62 millions) et Swing When You’re Winning (environ 2,46 millions).
Dans le cadre d'une tournée internationale commencée en 2024, il donnera un concert le 2 juillet 2025 à la Paris La Défense Arena.

### Engagement humanitaire
Robbie Williams a sa propre fondation, Give It Sum, qui a pour but le redressement de sa région. Il a aussi été à l'affiche d'une campagne Unicef aux côtés du footballeur David Beckham.
En 2004, il fait partie de la troupe du Band Aid 20 (vingt ans après le premier Band Aid) pour la reprise du titre Do they know it's Christmas time at all et fait également partie des artistes qui se sont produits sur la scène de Londres (Hyde Park) en 2005. Il est par ailleurs l'actionnaire majoritaire du club de football Port Vale. Cette passion l'amena à diriger l'équipe anglaise du match caritatif Soccer Aid 2006, 2012 et 2016[réf. nécessaire].

## Vie privée
Le 7 décembre 1997, Robbie Williams rencontre Nicole Appleton pendant le tournage de Top of the Pops. Ils eurent une liaison et avaient même planifié de se marier mais Nicole tomba enceinte et bien que Robbie fut impatient de devenir père, d'après la biographie de Nicole intituliée Together, London Records, le label avec lequel elle avait un contrat l'aurait forcée à avorter, ce qui a été nié par le label.
Au début des années 2000, Robbie Williams fréquente la chanteuse Geri Halliwell. Cette relation amènera Robbie à composer le titre Eternity, totalement dédié à Geri.
Robbie Williams s'est marié le 7 août 2010 avec l'actrice turco-américaine Ayda Field et de leur union est née Theodora Rose le 18 septembre 2012. Le 27 octobre 2014, il annonce la naissance d'un garçon prénommé Charlton Valentine.[réf. nécessaire] Le 7 septembre 2018, il annonce la naissance d'une deuxième fille (née grâce à une mère porteuse) : Colette Joséphine,. Le 14 février 2020, il annonce la naissance d'un second garçon (également né grâce à une mère porteuse) : Beau Benedict Enthoven. 
Robbie Williams a acheté une maison sur la commune de Vandoeuvres à Genève fin 2020, pour une somme estimée à 29 millions de francs suisses.

## Discographie

### Compilations
- 2004 : Greatest Hits
- 2010 : In And Out Of Consciousness: Greatest Hits 1990-2010
- 2014 : Under the Radar - Vol 1
- 2017 : Under the Radar - Vol 2
- 2019 : Under the Radar - Vol 3
- 2022 : XXV

### Live (albums et vidéos)
- 1998 : Live in Your Living Room - VHS
- 2000 : Where Egos Dare - DVD
- 2001 : Live at the Albert (en) - DVD
- 2003 : The Robbie Williams Show (en) - DVD
- 2003 : Live at Knebworth - album, sorti en DVD sous le titre What We Did Last Summer (en)
- 2006 : And Through it All - Live 1997-2006 (en) - DVD
- 2011 : Progress Live (en) (avec Take That) - CD sorti en DVD sous le même titre (en).
- 2012 : Live at the O2 (en) - CD
- 2013 : Live at Knebworth 10th Anniversary Edition - DVD (CD en bonus)[19],[20]
- 2013 : One Night at the Palladium - CD
- 2014 : Live in Tallinn (en) - DVD

### Ventes et récompenses
Lors sa carrière avec les Take That, Robbie Williams vend 25 millions de disques.
Depuis, il a vendu près de soixante-dix millions de disques de par le monde, soit cinquante-cinq millions d'albums et quinze millions de singles. Son nom entre même dans le Livre Guinness des records lorsque 1,6 million de tickets du World Tour for 2006 sont écoulés en un seul jour.
Robbie Williams est par ailleurs l'artiste solo qui a vendu le plus de disques au Royaume-Uni.
Nommé aux Grammy Awards, il a reçu de nombreuses récompenses, dont dix-sept Brit Awards un record et six Echo awards. En 2004, il entre dans le UK Hall of Fame après avoir été élu meilleur artiste des années 1990. Il est également l'artiste dont les chansons paraissent le plus souvent dans les disques Now! Hits Référence. Dans les soixante-huit CD sortis de cette collection, le chanteur figure dans vingt-neuf d'entre eux, dont quatre avec le groupe Take That (Première apparition: Now no 22 ; dernière apparition: no 66 avec She's Madonna).
Le 23 janvier 2010, il se voit remettre le NRJ Music Award du meilleur artiste masculin international ainsi qu'un NRJ Music Award d'honneur pour l'ensemble de sa carrière.

### Participations
- 2000 : musique du film Chevalier, reprise du titre We Are the Champions de Queen.
- 2000 : Bande originale du jeu vidéo FIFA 2000, It's Only Us.
- 2001 : musique du film Le Journal de Bridget Jones, reprise du titre Have You Met Miss Jones de Frank Sinatra
- 2003 : musique du film Le Monde de Nemo, Beyond The Sea, reprise du titre La Mer de Charles Trenet.
- 2003 : musique du film Johnny English, A Man For All Seasons
- 2004 : musique du film Bridget Jones : L'Âge de raison, Misunderstood
- 2007 : Radio 1 Established 1967 : reprise de Lola des Kinks
- 2011 : musique du film Cars 2, Collision of World avec Brad Paisley
- 2011 : le clip de Supreme (en) figure au générique du film Le Marquis de Dominique Farrugia
- 2014 : chanteur dans le single The Days du DJ suédois Avicii
- 2016 : musique du film Le Monde de Dory, Beyond The Sea, comme pour Le Monde de Nemo

## Filmographie
- 2002 : Nobody Someday, documentaire enregistré durant la tournée européenne de Robbie Williams après son album Sing When You're Winning
- 2004 : Apparition dans le film musical De-Lovely où il interprète le titre It's De-Lovely de Cole Porter.
- 2005 : Pollux : Le Manège enchanté (The Magic Roundabout), film d'animation dans lequel il prête sa voix au chien Pollux (Dougal en anglais).
- 2019 : Kroos de Manfred Oldenburg : lui-même
- 2025 : Better Man de Michael Gracey : lui-même (voix)